# Neuraeschna maya
Neuraeschna maya – gatunek ważki z rodziny żagnicowatych (Aeshnidae).